# Павленково (Белопольский район)
Павленково (укр. Павленкове) — село,
Ульяновский поселковый совет,
Белопольский район,
Сумская область,
Украина.
Код КОАТУУ — 5920655702. Население по переписи 2001 года составляло 103 человека .

## Географическое положение
Село Павленково находится на правом берегу реки Вир,
выше по течению на расстоянии в 2 км расположен пгт Ульяновка,
ниже по течению примыкает пгт Николаевка,
на противоположном берегу — посёлок Тимирязевка.
На реке большая запруда. Рядом с селом большие отстойники сахарного завода.
В 1 км проходит автомобильная дорога Т-2504.